# Phrynobatrachus hylaios
Phrynobatrachus hylaios es una especie  de anfibios de la familia Phrynobatrachidae.

## Distribución geográfica
Se encuentra en Camerún, República del Congo y, posiblemente en Angola, República Centroafricana, Guinea Ecuatorial, Gabón y Nigeria